# Кане, Паоло
Паоло Кане (итал. Paolo Canè) — итальянский профессиональный теннисист, бронзовый призёр показательного Олимпийского турнира в Лос-Анджелесе (1984).

## Спортивная карьера
В 1983 году Паоло Кане стал чемпионом Италии среди юношей. В этом же году он начал регулярные выступления в профессиональных теннисных турнирах, а на следующий год уже представлял свою страну на показательном теннисном турнире в рамках Олимпиады в Лос-Анджелесе, где возраст участников был ограничен 20 годами. Кане не входил в число восьми посеянных, но нанёс поражение двум посеянным соперникам, Пату Кэшу и Саймону Юлу, и дошёл до полуфинала; поскольку матч за третье место не проводился, он автоматически завоевал бронзовую медаль.
Уже в 1985 году Кане добился первых значительных успехов во взрослых турнирах в парном разряде. Он начал сезон с выигрыша турнира класса ATP Challenger в Агадире (Марокко), в мае дошёл с Симоне Коломбо до полуфинала Открытого чемпионата Италии, второго по престижности грунтового турнира в мире, а в июне в родной Болонье выиграл свой первый турнир Гран-при. В августе с Клаудио Панаттой он дошёл до финала престижного турнира в Кицбюэле. В июне 1986 года Кане второй раз подряд выиграл турнир в Болонье в парах и дошёл до финала в одиночном разряде, а месяц спустя в Бордо выиграл и свой первый турнир Гран-при в одиночном разряде. После этого он был впервые приглашён в сборную Италии на матч Кубка Дэвиса с командой Швеции, но проиграл два своих матча лидерам мирового тенниса Виландеру и Эдбергу. В сентябре в Палермо он выиграл свой третий турнир в парном разряде, снова вместе с Коломбо.
В 1987 году Кане одержал первую победу над соперником из первой десятки рейтинга, седьмой ракеткой мира Йоакимом Нюстремом. В 1988 году он добился своего лучшего результата в турнирах Большого шлема, когда вышел с Джимми Ариасом в третий круг парного турнира на Открытом чемпионате Франции. Ему также удалось дойти до четвертьфинала Олимпийского турнира в Сеуле, победив поочерёдно Эмилио и Хавьера Санчесов. В четвертьфинале он проиграл Эдбергу. Сразу после этого он взял у Эдберга, третьей ракетки мира на тот момент, реванш на турнире в Стокгольме.
В 1989 году в Бостаде Кане выиграл свой второй турнир Гран-при в одиночном разряде, что позволило ему подняться на 26 место в рейтинге, высшее в его карьере. В мае того же года он с Диего Наргисо дошёл до финала парного турнира Открытого чемпионата Монте-Карло, традиционно привлекающего всех ведущих специалистов по игре на грунте.
Свой последний турнир Гран-при Кане выиграл в 1991 году в Болонье. Он продолжал выступать за сборную Италии до 1994 года, выиграв в общей сложности 11 матчей из 26 (в том числе дважды, в 1987 и 1990 годах, у Матса Виландера) и трижды побывав в четвертьфинале Мировой группы Кубка Дэвиса. В октябре 1995 года он распрощался с профессиональным теннисом.

## Участие в финалах турниров за карьеру (13)

### Одиночный разряд (5)

#### Победы (3)
| №  | Дата        | Турнир                                  | Покрытие | Соперник в финале | Счёт в финале |
| -- | ----------- | --------------------------------------- | -------- | ----------------- | ------------- |
| 1. | 7 июл 1986  | Grand Prix Passing Shot, Бордо, Франция | Грунт    | Кент Карлссон     | 6-4, 1-6, 7-5 |
| 2. | 31 июл 1989 | Открытый чемпионат Швеции, Бостад       | Грунт    | Бруно Орешар      | 7-6, 7-6      |
| 3. | 20 мая 1991 | Болонья, Италия                         | Грунт    | Ян Гуннарссон     | 5-7, 6-3, 7-5 |

#### Поражения (2)
| №  | Дата        | Турнир          | Покрытие | Соперник в финале      | Счёт в финале |
| -- | ----------- | --------------- | -------- | ---------------------- | ------------- |
| 1. | 9 июн 1986  | Болонья, Италия | Грунт    | Мартин Хайте           | 2-6, 6-4, 4-6 |
| 2. | 15 сен 1989 | Палермо, Италия | Грунт    | Гильермо Перес-Рольдан | 1-6, 4-6      |

### Мужской парный разряд (8)

#### Победы (3)
| №  | Дата        | Турнир          | Покрытие | Партнёр        | Соперники в финале               | Счёт в финале |
| -- | ----------- | --------------- | -------- | -------------- | -------------------------------- | ------------- |
| 1. | 10 июн 1985 | Болонья, Италия | Грунт    | Симоне Коломбо | Хорди Арресе Альберто Тоус       | 7-5, 6-4      |
| 2. | 9 июн 1986  | Болонья (2)     | Грунт    | Симоне Коломбо | Клаудио Панатта Блейн Уилленборг | 6-1, 6-2      |
| 3. | 29 сен 1986 | Палермо, Италия | Грунт    | Симоне Коломбо | Клаудио Медзадри Джанни Оклеппо  | 7-5, 6-3      |

#### Поражения (5)
| №  | Дата        | Турнир                                          | Покрытие | Партнёр         | Соперники в финале                 | Счёт в финале |
| -- | ----------- | ----------------------------------------------- | -------- | --------------- | ---------------------------------- | ------------- |
| 1. | 5 авг 1985  | Кицбюэль, Австрия                               | Грунт    | Клаудио Панатта | Серхио Касаль Эмилио Санчес        | 3-6, 6-3, 2-6 |
| 2. | 18 мая 1987 | Флоренция, Италия                               | Грунт    | Джанни Оклеппо  | Вольфганг Попп Удо Риглевски       | 4-6, 3-6      |
| 3. | 8 авг 1988  | Сен-Венсан, Италия                              | Грунт    | Балаж Тароци    | Альберто Манчини Кристиан Миниусси | 4-6, 7-5, 3-6 |
| 4. | 24 апр 1989 | Monte-Carlo Open, Монако                        | Грунт    | Диего Наргисо   | Марк Вудфорд Томаш Шмид            | 6-1, 4-6, 2-6 |
| 5. | 2 апр 1990  | Открытый чемпионат Эшторила, Оэйраш, Португалия | Грунт    | Омар Кампорезе  | Серхио Касаль Эмилио Санчес        | 5-7, 6-4, 5-7 |